# Inmarsat S/Hellas-Sat 3
Inmarsat S/Hellas-Sat 3 (ранее известный как EuropaSat) — геостационарный спутник связи. Находится в совместном собственности британского спутникового оператора Inmarsat и греческой компании Hellas-Sat, дочернего предприятия оператора Arabsat. Предназначен для предоставления телекоммуникационных услуг для стран Европы, Среднего Востока и Африки.
В 2008 году компания Inmarsat заказала французскому производителю Thales Alenia Space изначальный проект спутника EuropaSat с полезной нагрузкой S-диапазона. В 2009 году проект был приостановлен, в связи с желанием Inmarsat найти инвестора, который согласится разделить финансовые затраты на его создание и запуск, дополнительно разместив свою полезную нагрузку на спутнике.
В июне 2014 года было подписано соглашение между Inmarsat и Hellas-Sat, согласно которому спутник был перепроектирован с добавление полезной нагрузки Ku- и Ka-диапазонов, которая будет позиционироваться под названием Hellas-Sat 3. Компании согласились поровну поделить расходы на космическую платформу и запуск спутника, в то время как создание полезной нагрузки финансировалось её владельцем.
Спутник построен на базе космической платформы Spacebus-4000С4 французской компанией Thales Alenia Space, обновлённый контракт с ней был подписан 5 июня 2014 года. Стартовая масса аппарата составляет 5780 кг, размеры в сложенном виде — 5,5 × 2 × 2,2 м, мощность — 14,5 кВт. Ожидаемый срок службы спутника — более 15 лет.
Установленная на спутник полезная нагрузка S-диапазона будет использоваться компанией Inmarsat как элемент European Aviation Network (EAN), объединённой спутниковой и наземной сети для предоставления телекоммуникационных услуг для пассажиров авиалайнеров над территорией всех стран Европейского союза, а также Норвегией и Швейцарией. Оборудование компании Hellas-Sat, 44 транспондера Ku-диапазона и один транспондер Ka-диапазона, будет обеспечивать непосредственное спутниковое вещание и услуги связи для Европы, Среднего Востока и Африки.
Спутник будет располагаться на орбитальной позиции 39° восточной долготы.
Изначально запуск спутника планировался ракетой-носителем Falcon Heavy компании SpaceX. Из-за неготовности ракеты для запуска спутника в необходимые сроки, запуск был перенесён на европейскую ракету-носитель «Ариан-5», контракт с оператором Arianespace был подписан в декабре 2016 года.
Спутник Inmarsat S/Hellas-Sat 3 запущен 28 июня 2017 года в 21:15 UTC, в паре с индийским спутником GSAT-17, с помощью ракеты-носителя Ариан-5 ECA со стартового комплекса ELA-3 космодрома Куру во Французской Гвиане.